# Мажейкяйський район
Мажейкяйський район (лит. Mažeikių rajono savivaldybė) — муніципалітет районного рівня на північному заході Литви, що знаходиться у Тельшяйському повіті. Адміністративний центр — місто Мажейкяй.

## Географія
Більша частина району лежить у долині річки Вента. На заході району заходить Куршська височина (до 123 м над рівнем моря), на південному сході — Жемайтійське плато (найвища точка району, 147 м над рівнем моря). Середня температура січня -4,5 °C, липня — 16,5 °С. Річний рівень опадів від 630 до 740 мм. Через район протікає річка Вента з притоками. Найважливіші мінеральні ресурси — гравій, пісок, торф.

## Адміністративний поділ та населені пункти
Район включає 9 староств:
- Векшняйське (лит. Viekšnių seniūnija; адм. центр: Векшняй)
- Жидикайське (лит. Židikų seniūnija; адм. центр: Жидикай)
- Лайжувське (лит. Laižuvos seniūnija; адм. центр: Лайжува)
- Мажейкяйське (лит. Mažeikių seniūnija; адм. центр: Мажейкяй)

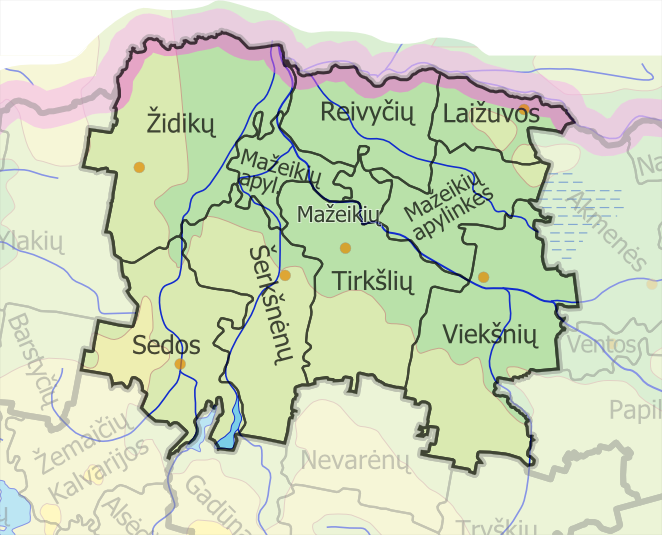
Староства Мажейкяйського району

- Мажейкяйське (лит. Mažeikių apylinkės seniūnija; адм. центр: Мажейкяй)
- Рейвичяйське(лит. Reivyčių seniūnija; адм. центр: Мажейкяй)
- Сядське (лит. Sedos seniūnija; адм. центр: Сяда)
- Тиркшляйське (лит. Tirkšlių seniūnija; адм. центр: Тиркшляй)
- Шеркшненайське (лит. Šerkšnėnų seniūnija; адм. центр: Шеркшненай)

Район містить 3 міста — Мажейкяй, Сяда и Векшняй; 5 містечок — Лайжува, Лецкава, Пикяляй, Тиркшляй та Жидикай; 191 село.
Чисельність населення найбільших поселень (2001):
- Мажейкяй — 42 675 осіб
- Векшняй — 2 270 осіб
- Тиркшляй — 1 626 осіб
- Сяда — 1 309 осіб
- Кальненай — 868 осіб
- Кракяй — 642 осіб
- Баленос — 615 осіб
- Жемале — 586 осіб
- Лайжува — 560 осіб
- Палносай — 555 осіб

## Населення
Згідно з переписом 2011 року в районі мешкало 57 433 особи. Міське населення становило 66,4 %.
Етнічний склад:
- Литовці — 96 % (55910 осіб);
- Росіяни — 2,29 % (1331 осіб);
- Білоруси — 0,32 % (184 осіб);
- Українці — 0,23 % (134 осіб);
- Латиші — 0,17 % (97 осіб);
- Поляки — 0,13 % (77 осіб);
- Інше — 0,87 % (509 осіб).

Релігійний склад:
- 83,1 % католики
- 1,4 % православні
- 0,3 % лютерани
- є також євангелісти, старообрядці тощо.

## Економіка

### Промисловість
Частка району в промисловому виробництві Литви становить 21,6 %. Найбільше і найважливіше підприємство — нафтопереробний завод (компанія «Mazeikiu Nafta»). Є підприємства з обробки металу, виробництва кондитерських виробів, продуктів харчування, меблів, медичного та технічного кисню, будівельні компанії. Промислові підприємства, в основному, зосереджені у місті Мажейкяй.

### Сільське господарство
Сільськогосподарські землі займають 60,4 % району, з яких 91,6 % орних земель, 7,1 % — луки і природні пасовища, 1,3 % — фруктові сади і плантації ягідних культур. 54,8 % врожаю займають зернові культури, 28,4 % — багаторічні трави, 3,1 % — картопля. Район вирощує 1,9 % литовського зерна, 1,8 % картоплі, 1,4 % — овочів відкритого ґрунту. Частка району Литва в тваринництві склала 1,6 %, у виробництві молока 1,7 %. Розводять 1,9 % литовського поголів'я корів, 1,2 % свиней, 1,2 % овець і кіз, 1,0 % коней.

## Транспорт
Через район прохдить залізнична лінія Вільнюс — Лієпая (Латвія). Є аеропорт «Шеркшненяй».